# Dāvis Bertāns
Dāvis Bertāns (Valmiera, Latvija, 12. studenoga 1992.) je latvijski košarkaš koji igra na pozicijama niskog krila i krilnog centra. Visok je 2,08 m te trenutno nastupa za Dubai.

## Karijera

### Klupska karijera
Nakon karijere u Latviji, Bertāns je dvije sezone proveo u ljubljanskoj Union Olimpiji. Igrača je na NBA draftu 2011. kao 41. pick odabrala momčad Indiana Pacersa ali ga je klub zamijenio tako da sada prava na njega ima San Antonio Spurs.
4. siječnja 2012. Bertāns je potpisao ugovor s beogradskim Partizanom na tri i pol godine. Iste godine, igrač je s novim klubom osvojio srpsko prvenstvo i kup.

### Reprezentativna karijera
Prvi značajniji reprezentativni rezultat, Dāvis Bertāns je ostvario s U18 selekcijom 2010. osvojivši broncu na europskom juniorskom prvenstvu Divizije A u Litvi. Za latvijsku seniorsku reprezentaciju debitirao je na EuroBasketu 2011.